# 沢煮椀
沢煮椀（さわにわん）は日本の汁物料理。数多くの食材を千切りより細く切った汁物である。
「沢」 には「沢山の」という意味があり、「具だくさんの煮物」から来ている。
猟師が日持ちする塩漬けの豚肉や豚の背脂を持って山に入り、山菜といっしょに具沢山の汁を作ったことが始まりという説がある。その際の肉、脂身は塩漬けにして持って行ったと考えられ、沢煮椀の味付けには塩味が多い。1つの椀で多くの食材を採ることができるため、学校給食で提供されることが多い。なお、学校給食では脂身、背脂などではなく豚バラ肉が使用される。